# Nikolaj Petrovič Koškin
Nikolaj Petrovič Koškin, ruski vohun, častnik in pravnik, * 6. avgust 1925, † junij 1997.

## Življenjepis
Leta 1951 je končal študij na moskovskem Inštitutu za pravo, nakar je bil rekturiral v KGB za delovanje na Japonskem. Opravil je enoletni študij japonščine v KGB šoli, nakar je bil premeščen v Lubjanko v Azijski oddelek. Leta 1956 je Sovjetska zveza odprla svojo veleposlaništvo v Tokiju; Koškin je pričakoval premestitev, a je bil zaradi omejenega števila diplomatov na Japonskem poslal leta 1958 na Tajsko. Leta 1962 je bil premeščen v Tokio; tu je ostal do leta 1966. 
Med letoma 1966 in 1976 je deloval v Singapurju; na koncu je zasedel mesto KGB rezidenta. Leta 1976 se je vrnil na Japonsko, kjer je postal namestnik rezidenta. 